# Zwój z En Gedi

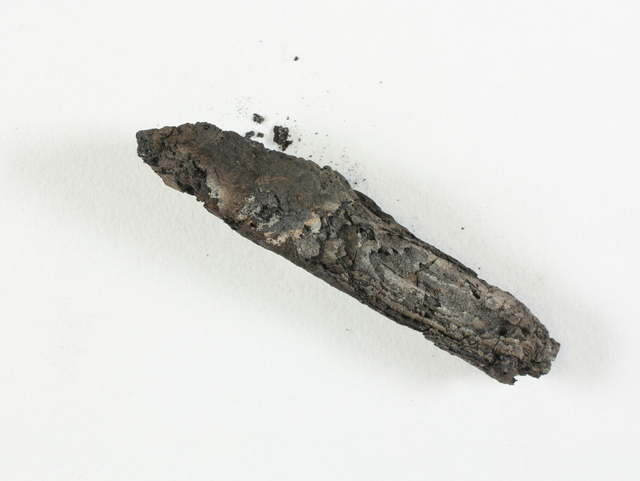
Nierozwinięta bryła zwęglonego zwoju z En Gedi

Zwój z En Gedi – zwęglony starożytny pergaminowy zwój biblijny zawierający hebrajski tekst Księgi Kapłańskiej. Pochodzi z okresu pomiędzy drugą połową I a IV wiekiem n.e. Został znaleziony w 1970 roku w En Gedi. Stanowi ważne świadectwo przekazywania tekstu Biblii. Jest przechowywany w Israel Antiquities Authority.

## Opis
Zwój ten został znaleziony w 1970 w En Gedi w Izraelu podczas prac prowadzonych w spalonej w VI wieku podczas pożaru i zniszczenia miasta synagodze. Zwój znajdował się w skrzyni ołtarzowej zwanej Aron ha-kodesz, w której przechowywano Torę. Datowanie metodą radiowęglową wykazało, że powstał on prawdopodobnie pomiędzy III a IV w. n.e. Natomiast paleograficzne badania stylu pisma i kroju liter wskazują, że mógł on powstać nawet w drugiej połowie I lub na początku II wieku n.e. Ponieważ synagoga została zniszczona w pożarze, zwój na skutek wysokiej temperatury został zwęglony, co nie pozwalało na jego odczytanie. Każdy dotyk mógł spowodować jego zniszczenie. Z tego względu pozostawał nierozwinięty i nieodczytany do roku 2015, przez ponad 40 lat od odkrycia.
Dopiero zastosowanie mikrotomografii komputerowej wykorzystującej prześwietlenie rentgenowskie 3D pozwoliło badaczom z Uniwersytetu Kentucky na „wirtualne rozwinięcie” zwoju. Zastosowano proces złożony z trzech kroków: segmentacji, teksturyzacji i rozpłaszczania. Podczas segmentacji identyfikowano poszczególne fragmenty i warstwy zwoju. Następnie na podstawie zawartości nawet najmniejszych drobin żelaza lub ołowiu zostawiających jaśniejszy ślad program komputerowy „wyszukiwał” atrament użyty do pisania, co powodowało pojawianie się liter i słów na wyodrębnionych warstwach. Później cyfrowo wygenerowany zwój poddano wirtualnemu rozpłaszczeniu, najpierw we fragmentach, które następnie połączono w całość, co pozwoliło go odczytać.
Wówczas okazało się, że zwój zawiera 35 linijek (z których 17 częściowo zrekonstruowano) pierwszego i drugiego rozdziału Księgi Kapłańskiej (Kpł 1:1-9; 2:1-11). Sam tekst posiada jedynie spółgłoski, bez znaków oznaczających samogłoski charakterystycznych dla tekstu masoreckiego. Datowanie zwoju wskazujące, że powstał pomiędzy drugą połową I a IV wiekiem n.e. oznacza, że stanowi on ważne ogniwo łączące zwoje znad Morza Martwego z tekstem masoreckim. W miejscach, gdzie rękopisy z Qumran różnią się od tekstu masoreckiego, zwój ten zawiera tekst identyczny z młodszym o kilka stuleci tekstem masoreckim zachowując nawet ten sam podział na akapity, przez co potwierdza jego starożytne pochodzenie.
Zwój z En Gedi jest przechowywany w Israel Antiquities Authority.